# Mount Saint John (Neuseeland)
Mount Saint John (Māori: Te Kopuke oder Tikikopuke) ist einer der Schlackenkegel des Auckland Volcanic Field in Auckland auf der Nordinsel Neuseelands.
Er ist 126 Meter hoch und besitzt einen Krater von 150 Meter Durchmesser. Er war Standort eines Pā (befestigten Dorfes) der Māori. Erdwerke wie Lagergruben für Süßkartoffeln und Terrassen sind erhalten.
Das Alter des Mt. St John ist nicht genau bekannt, er ist aber älter als 28.500 Jahre, da er von Asche des Ausbruches des Three Kings-Vulkanes überdeckt ist. Mt. St John ist die Quelle eines langen Lavastromes, der vor dem Ausbruch des Maungawhau / Mount Eden ein Flusstal in Richtung Westen herabfloss und im Waitematā Harbour das Meola Reef bildete.